# Dragonball Evolution
Dragonball Evolution är en amerikansk science fantasy-film från 2009 i regi av James Wong, från ett manus skrivet av Ben Ramsey. Filmen är löst baserad på den japanska mangaserien Dragon Ball, skapad av Akira Toriyama. I rollerna syns bland annat Justin Chatwin, Emmy Rossum, James Marsters, Jamie Chung, Chow Yun-fat, Joon Park, och Eriko Tamura.
Filmen hade biopremiär i Japan den 10 mars 2009, för att sedan få svensk och amerikansk biopremiär den 8 april, respektive den 10 april, samma år. Huvudfotograferingen av själva filmen påbörjades i Mexikos huvudstad Mexico City, den 3 december 2007. Inspelningarna av filmen skulle senare även komma att äga rum i Los Angeles.

## Handling
Filmens handling kretsar kring den artonårige krigaren Goku, som får i uppdrag att skydda planeten Jorden från elake skurken Lord Piccolo, som i sin tur vill lägga vantarna på de sju "drakkulorna", så att han kan framkalla en armageddon.

## Rollista
| Justin Chatwin  | – Goku         |
| Chow Yun-fat    | – Muten Rōshi  |
| Emmy Rossum     | – Bulma        |
| Jamie Chung     | – Chi-Chi      |
| James Marsters  | – Lord Piccolo |
| Joon Park       | – Yamcha       |
| Eriko Tamura    | – Mai          |
| Randall Duk Kim | – Son Gohan    |
| Ian Whyte       | – Ōzaru        |
| Ernie Hudson    | – Sifu Norris  |
| Texas Battle    | – Carey Fuller |
| Richard Blake   | – Agundes      |
| Megumi Seki     | – Seki         |
| Shavon Kirksey  | – Emi          |
| Jon Valera      | – Moreno       |